# Festival cinematografico internazionale di Mosca 2010
La 31ª edizione del Festival cinematografico internazionale di Mosca si è svolta a Mosca dal 17 al 26 giugno 2010.
Il Giorgio d'Oro fu assegnato al film venezuelano Hermano diretto da Marcel Rasquin.

## Giuria
- Luc Besson ( Francia – Presidente della Giuria)
- Catalina Saavedra ( Cile)
- Veit Heiduschka ( Germania)
- Marija Mironova ( Russia)
- Šarūnas Bartas ( Lituania)

## Film in competizione
| Film                                               | Regista                        | Nazione                                      |
| -------------------------------------------------- | ------------------------------ | -------------------------------------------- |
| L'albanese (Der Albaner)                           | Johannes Naber                 | Germania, Albania                            |
| Hermano                                            | Marcel Rasquin                 | Venezuela                                    |
| Boxhagener Platz                                   | Matti Geschonneck              | Germania                                     |
| A la deriva                                        | Ventura Pons                   | Spagna                                       |
| Vorobej                                            | Jurij Šiller                   | Russia                                       |
| Denizden gelen                                     | Nesli Çölgeçen                 | Turchia                                      |
| Zemský ráj to napohled                             | Irena Pavlásková               | Repubblica Ceca                              |
| Cole                                               | Carl Bessai                    | Canada                                       |
| Utolsó jelentés Annáról                            | Márta Mészáros                 | Ungheria                                     |
| Despre alte mame                                   | Mihai Ionescu e Tiberiu Iordan | Romania                                      |
| Rozyczka                                           | Jan Kidawa-Błoński             | Polonia                                      |
| Stăpki v pjasăka                                   | Ivajlo Hristov                 | Bulgaria                                     |
| Der Kameramörder                                   | Robert-Adrian Pejo             | Austria, Ungheria, Svizzera                  |
| Gye-Mong Young-Hwa                                 | Dong-hoon Park                 | Corea del Sud                                |
| Tutto cominciò dalla fine (Ça commence par la fin) | Michael Cohen                  | Francia                                      |
| För kärleken                                       | Othman Karim                   | Svezia                                       |
| Besa                                               | Srđan Karanović                | Serbia, Slovenia, Francia, Ungheria, Croazia |

## Premi
- Giorgio d'Oro: Hermano, regia di Marcel Rasquin
- Premio Speciale della Giuria: L'albanese, regia di Johannes Naber
- Giorgio d'Argento:
  - Miglior Regista: Jan Kidawa-Błoński per Rozyczka
  - Miglior Attore: Nik Xhelilaj per L'albanese
  - Miglior Attrice: Vilma Cibulková per Zemský ráj to napohled
- Giorgio d'Argento per il Miglior Film nella Competizione Prospettiva: Rewers, regia di Borys Lankosz
- Premio Speciale per un eccezionale contributo al mondo del cinema: Claude Lelouch
- Premio Stanislavskij: Emmanuelle Béart
- Prix FIPRESCI: Zemský ráj to napohled, regia di Irena Pavlásková
- Premio della Giuria dei Critici Russi per il Miglior Film in Competizione: Hermano, regia di Marcel Rasquin